# NGC 4565
إن جي سي 4565 (المعروفة أيضا باسم مجر الإبرة أو كالدويل 38) مجرة حلزونية من طرفها تقع في اتجاه كوكبة الهلبة على بعد 42.7 ± 12 مليون سنة ضوئية. أو تقع بالقرب من القطب الشمالي المجري، ولها مقدار بصري يبلغ حوالي 10. وتعرف بمجرة الإبرة نظرا لمظهرها الجانبي الضيق. سجلت لأول مرة عام 1785 من قبل ويليام هيرشيل، وهي مثال بارز لمجرة حلزونية من طرفها. إن جي سي 4565 مجرة عملاقة لامعة أكثر إشراقا من مجرة المرأة المسلسلة.